# Kölln-Reisiek
Kölln-Reisiek er en by og en kommune i det nordlige Tyskland, beliggende i Amt Elmshorn-Land under Kreis Pinneberg. Kreis Pinneberg ligger i den sydlige del af delstaten Slesvig-Holsten.

## Geografi
Kommunen ligger nordvest for Hamborg lige øst for Elmshorn. Motorvejen A 23 går gennem kommunen i nord/sydlig retning. En del af kommunens nordgrænse dannes af vandløbet Krückau der løber mod Elben.